# Лецитин
Лецитин (от гръцки: λεκιθος, lekithos – „жълтък“) е органично вещество, съдържащо фосфор и мастни остатъци, намиращо се в растителните масла, в семената на растенията, в жълтъка на яйцата и в животинските организми. Добива се от жълтък и при производство на растителни масла.
Лецитинът е предимно смес от гликолипиди, триглицериди и фосфолипиди (като фосфатидилхолин, фосфатидилетаноламин и фосфатидилинозитол). В биохимията обаче „лецитин“ обикновено се използва като синоним за чистия фосфатидилхолин – фосфолипид, който е основна съставка на фосфатидната фракция, която може да се изолира или от яйчен жълтък, или от соя, от зърната на която той се получава по механичен или химичен начин чрез хексан.
Слабо разтворим е във вода. Във водна среда фосфолипидите могат да образуват липозоми, двупластови листове, мицели или многопластови структури в зависимост от хидрацията и температурата. Резултатът е повърхностно активно вещество, обикновено класифицирано като амфифилно. Лецитин се продава като хранителна добавка и за медицинска употреба. При готвене понякога се използва като емулгатор и да предпазва от слепване.